# Проспект року
Проспект року або Перспектива року (англ. The Ring magazine Prospect of the Year) — звання, що присуджується боксерові, який має найбільший потенціал, щоб стати майбутньою зіркою спорту. З 1983 року журнал The Ring назвав боксера, який мав найбільший потенціал, щоб стати майбутньою зіркою спорту, як проспект року, на основі критеріїв, створених авторами журналу. Проте, це звання було припинено в період між 1989 і 2010 роками.

## Список "Проспектів року"
1983 -  Кенні Бейсмор

1984 -  Марк Бреленд

1985 -  Майк Тайсон

1986 -  Майкл Вільямс

1987 -  Енгельс Педроса

1988 -  Майкл Мурер

2011 -  Гарі Расселл

2012 -  Кіт Турман

2013 -  Василь Ломаченко

2014 -  Ентоні Джошуа

2015 -  Такума Іноуе

2016 -  Еріксон Любін

2017 -  Хайме Мунгуя

2018 -  Теофімо Лопес

2019 -  Верджил Ортіс

2020 -  Джарон Енніс

2021 -  Брендан Лі

2022 -  Кейшон Девіс

2023 -  Брюс Керрінгтон

2024 -  Мозес Ітаума